# Varsovie (groupe)
Pour les articles homonymes, voir Varsovie.
Varsovie est un groupe de post-punk français, originaire de Grenoble, dans l'Isère.

## Biographie
Varsovie est formé en 2005, à Grenoble, par Arnault Destal (textes, batterie, musique) et Grégory Cathérina (chant, guitares, musique), deux anciens membres du groupe avant-gardiste Forbidden Site. Après une démo, intitulée Some Days, publiée en 2005, le groupe enregistre son premier album-EP auto-produit, Neuf millimètres, publié en 2006. Le groupe effectue une soixantaine de dates en Europe et participe à divers festivals, notamment au Drop Dead Festival en 2007 à Prague.
Le groupe signe sur le label Infrastition, et enregistre son premier album studio fin 2008 au Drudenhaus Studio à Nantes, en Loire-Atlantique. Il est intitulé État civil et publié en 2009,. Selon Longueur d'ondes « La froideur de la ligne de basse répond à la dureté des guitares qui s’enflamment sur Leningrad et État civil. « La peur sert d’écrin au courage, vivre et mourir comme un orage », « Sois tu prends feu, sois tu prends fin » : jamais Varsovie ne baisse les armes et brandit fièrement des compositions qui résonnent comme des coups de feu. »
Environ cinq ans après la sortie de leur premier album studio, le groupe en publie un deuxième sous le titre L'Heure et la trajectoire en 2014, sur le label Those Opposed Records.
En février 2017, le groupe publie le clip du titre Lydia Litvak, issu du deuxième album, L'Heure et la trajectoire, réalisé à Kaunas, en Lituanie, par Rytis Titas, qui remporte le prix du meilleur clip vidéo au Bucharest ShortCut Cinefest en 2017.
En juin 2018, le groupe sort son troisième album, Coups et blessures, sur le label Sundust Records. Un nouveau clip est réalisé pour le morceau titre par Rytis Titas, en Lituanie, et deux autres à Porto, au Portugal, par Guilherme Henriques.
En 2021, le groupe signe sur le label Icy Cold Records et sort son quatrième album, L’Ombre et la Nuit, plus sombre et radical que les précédents, et dont le titre est un clin d’œil à l’écrivain suisse Francis Giauque. L’artwork de l’album est confié à l’artiste irlandaise Deborah Sheedy qui signe également le clip Kissa Kouprine. Après de nombreux changements de line-up à ce poste depuis 2009, Gilles Moinet (Lux Incerta + The Old Dead Tree) devient le bassiste live officiel à l'été 2021.
Le groupe entre en studio, à nouveau au Drudenhaus, en janvier 2023 pour enregistrer son cinquième album . Pression à froid sort le 6 octobre 2023, toujours sur le label Icy Cold Records.
Depuis 2007, le groupe a enchaîné les dates à travers l’Europe au côté de groupes tels que Christian Death, Spiritual Front, Ascetic, Chameleons Vox, Sõpruse Puiestee, Twisted Nerves, Soror Dolorosa, Then Comes Silence, Crime and the City Solution, et a notamment participé au Kirjandusfestival Prima Vista, à Tartu, en Estonie, au festival Sui Generis Madrid, en Espagne, et au Post Punk Strikes Back Again 4, à Porto, au Portugal, en 2022.

## Style musical
Musicalement, Varsovie évolue dans un style rock et post-punk avec une prédilection pour des ambiances sombres et mélancoliques. Ils revendiquent l'influence de groupes comme Joy Division, Bauhaus, The Chameleons, les premiers Noir Désir ou The Sound. Leur jeu est toutefois plus agressif que les groupes précités. Les textes sont en français et marqués par une écriture symboliste, décadente et expressionniste avec des références liées à des crises historiques (Insurrection de Varsovie) et des renvois à des artistes en marge comme Sergueï Essénine (Leningrad) ou Jacques Rigaut (État Civil).

## Discographie
- 2005 : Some Days (démo 5 titres)
- 2006 : Neuf millimètres (EP 5 titres)
- 2009 : État civil (11 titres) (La Hussarde / Infrastition Rec.)
- 2014 : L'Heure et la trajectoire (10 titres) (Infrastition)
- 2018 : Coups et blessures (9 titres) (Sundust Records)
- 2021 : L'ombre et la nuit (10 titres) (Icy Cold Records)
- 2023 : Pression à froid (9 titres) (Icy Cold Records)
- 2024 : Déviation (10 titres) (Icy Cold Records)

## Clips
- 2017 : Lydia Litvak - Directed by Rytis Titas
- 2018 : Coups Et Blessures - Directed by Rytis Titas
- 2018 : Le lac - Directed by Guilherme Henriques
- 2018 : Killing Anna - Directed by Guilherme Henriques
- 2020 : Kissa Kouprine - Directed by Deborah Sheedy
- 2021 : Magnitizdat
- 2021 : L'ombre et la nuit
- 2021 : Cas contact
- 2021 : L'offensive - Directed by The Windy Burrow
- 2022 : Série noire
- 2023 : Perspective Nevski
- 2023 : Pochodeň číslo jedna
- 2023 : Artefacts
- 2024 : Leaders of Men (Joy Division cover)

## Membres

### Membres actuels
- Grégory Cathérina - guitare, chant, musique
- Arnault Destal - textes, batterie, musique

### Membres additionnels
- Gilles Moinet - basse (en concert uniquement)

### Anciens membres
- Yann Four - basse, arrangements
- Thibault C. - basse
- Rémy Peyre - basse